# Liste der Justizminister Nigers
Die Liste der Justizminister Nigers ist nach Tabellenspalten sortierbar. Sie umfasst alle Justizminister Nigers seit der Einführung des Amts am 2. April 1959.

## Liste
| Name                                         | Ge- schlecht | Funktion | von        | bis        |
| -------------------------------------------- | ------------ | --- | ---------- | ---------- |
| Issoufou Saïdou Djermakoye (erste Amtszeit)  | ♂            | Minister für Justiz | 02.04.1959 | 31.12.1960 |
| Boubacar Diallo                              | ♂            | Minister für Justiz | 31.12.1960 | 25.06.1963 |
| Issoufou Saïdou Djermakoye (zweite Amtszeit) | ♂            | Minister für Justiz | 25.06.1963 | 23.11.1965 |
| Mahamane Dan Dobi                            | ♂            | Minister für Justiz | 23.11.1965 | 15.01.1970 |
| Amadou Issaka                                | ♂            | Minister für Justiz | 15.01.1970 | 22.11.1970 |
| Barkiré Alidou                               | ♂            | Minister für Justiz | 22.11.1970 | 15.04.1974 |
| Mamadou Diallo Sory                          | ♂            | Minister für Justiz; ab 30. Nov. 1974: Minister für Justiz, Minister für Post und Telekommunikation | 22.04.1974 | 03.06.1975 |
| Henri Dupuis-Yacouba                         | ♂            | Minister für Justiz, Minister für Post und Telekommunikation | 03.06.1975 | 21.06.1976 |
| Mamadou Malam Aouami                         | ♂            | Minister für Justiz | 21.06.1976 | 10.09.1979 |
| Alou Harouna                                 | ♂            | Minister für Justiz | 10.09.1979 | 14.06.1982 |
| Mahamadou Halilou Sabbo                      | ♂            | Minister für Justiz | 14.06.1982 | 24.01.1983 |
| Habibou Allélé                               | ♂            | Minister für Justiz | 24.01.1983 | 23.09.1985 |
| Hadj Nadjir                                  | ♂            | Minister für Justiz | 23.09.1985 | 07.09.1987 |
| Mallam Oubandawaki                           | ♂            | Minister für Justiz | 07.09.1987 | 20.11.1987 |
| Abdourahamane Soli                           | ♂            | Minister für Justiz | 20.11.1987 | 20.12.1989 |
| Ali Bandiéré                                 | ♂            | Minister für Justiz, Siegelbewahrer | 20.12.1989 | 07.11.1991 |
| Issaka Souna                                 | ♂            | Minister für Justiz, Siegelbewahrer | 07.11.1991 | 27.03.1992 |
| Abdou Tchousso                               | ♂            | Minister für Justiz, Siegelbewahrer | 27.03.1992 | 23.04.1993 |
| Adam Malam Kandine                           | ♂            | Minister für Justiz, Siegelbewahrer | 23.04.1993 | 05.10.1994 |
| Tahirou Amadou                               | ♂            | Minister für Justiz, Siegelbewahrer | 05.10.1994 | 25.02.1995 |
| Ibrahim Beidou                               | ♂            | Minister für Justiz, Siegelbewahrer | 25.02.1995 | 01.02.1996 |
| Boubey Oumarou                               | ♂            | Minister für Justiz und Menschenrechte, Siegelbewahrer | 01.02.1996 | 01.12.1997 |
| Issoufou Abba Moussa                         | ♂            | Minister für Justiz und Menschenrechte, Siegelbewahrer | 01.12.1997 | 16.04.1999 |
| Mahamane Laouali Dan-Dah                     | ♂            | Minister für Justiz und Menschenrechte, Siegelbewahrer | 16.04.1999 | 05.01.2000 |
| Ali Sirfi                                    | ♂            | Minister für Justiz, Siegelbewahrer, zuständig für die Beziehungen zum Parlament | 05.01.2000 | 17.09.2001 |
| Maty Elhadj Moussa                           | ♂            | Minister für Justiz, Siegelbewahrer, zuständig für die Beziehungen zum Parlament; ab 30. Dez. 2004: Minister für Justiz, Siegelbewahrer | 17.09.2001 | 09.06.2007 |
| Mamadou Dagra                                | ♂            | Minister für Justiz, Siegelbewahrer | 09.06.2007 | 14.05.2009 |
| Garba Lompo                                  | ♂            | Minister für Justiz, Siegelbewahrer | 14.05.2009 | 01.03.2010 |
| Abdoulaye Djibo                              | ♂            | Minister für Justiz und Menschenrechte, Siegelbewahrer | 01.03.2010 | 21.04.2011 |
| Marou Amadou                                 | ♂            | Minister für Justiz, Siegelbewahrer, Regierungssprecher; ab 11. Apr. 2016: Minister für Justiz, Siegelbewahrer; ab 4. Dez. 2020: Minister für Justiz, Siegelbewahrer, interimsmäßig Minister für auswärtige Angelegenheiten, Kooperation, afrikanische Integration und Auslandsnigrer | 21.04.2011 | 07.04.2021 |
| Boubakar Hassan                              | ♂            | Minister für Justiz, Siegelbewahrer | 07.04.2021 | 29.11.2021 |
| Ikta Abdoulaye Mohamed                       | ♂            | Minister für Justiz, Siegelbewahrer | 29.11.2021 | 26.07.2023 |
| Alio Daouda                                  | ♂            | Minister für Justiz und Menschenrechte, Siegelbewahrer | 09.08.2023 |            |